# 264 î.Hr.

## Evenimente
- Începe Primul război punic (264-241 î.Hr.)